# Hansen (Wisconsin)
Hansen es un pueblo ubicado en el condado de Wood en el estado estadounidense de Wisconsin. En el Censo de 2010 tenía una población de 690 habitantes y una densidad poblacional de 7,88 personas por km².

## Geografía
Hansen se encuentra ubicado en las coordenadas 44°28′28″N 90°1′9″O / 44.47444, -90.01917. Según la Oficina del Censo de los Estados Unidos, Hansen tiene una superficie total de 87.61 km², de la cual 87.6 km² corresponden a tierra firme y (0.01%) 0.01 km² es agua.

## Demografía
Según el censo de 2010, había 690 personas residiendo en Hansen. La densidad de población era de 7,88 hab./km². De los 690 habitantes, Hansen estaba compuesto por el 99.13% blancos, el 0% eran afroamericanos, el 0.29% eran amerindios, el 0.29% eran asiáticos, el 0.14% eran isleños del Pacífico, el 0% eran de otras razas y el 0.14% pertenecían a dos o más razas. Del total de la población el 0.14% eran hispanos o latinos de cualquier raza.